# Birds (plaats)
Birds is een plaats (village) in de Amerikaanse staat Illinois, en valt bestuurlijk gezien onder Lawrence County.

## Demografie
Bij de volkstelling in 2000 werd het aantal inwoners vastgesteld op 51.
In 2006 is het aantal inwoners door het United States Census Bureau geschat op 50, een daling van 1 (-2,0%).

## Geografie
Volgens het United States Census Bureau beslaat de plaats een oppervlakte van
0,6 km², geheel bestaande uit land. Birds ligt op ongeveer 135 m boven zeeniveau.

## Plaatsen in de nabije omgeving
De onderstaande figuur toont nabijgelegen plaatsen in een straal van 20 km rond Birds.